# Wicked: Memorias de una bruja mala
Wicked: Memorias de una bruja mala (en inglés: Wicked: The Life and Times of the Wicked Witch of the West) es una novela estadounidense publicada en 1995, escrita por Gregory Maguire con ilustraciones de Douglas Smith. Es la primera entrega de la serie Los años malvados, y le siguieron Hijo de bruja (publicada en septiembre de 2005), Un león entre hombres (publicada en octubre de 2008) y Fuera de Oz (publicada en noviembre de 2011).
Wicked es una exploración revisionista, más oscura y orientada a adultos, de los personajes y el escenario de la novela de 1900 El maravilloso mago de Oz de L. Frank Baum, sus secuelas y la adaptación cinematográfica de 1939. Se presenta como una biografía de la Bruja Mala del Oeste, a quien aquí se le da el nombre de «Elphaba». El libro sigue a Elphaba desde su nacimiento, pasando por su ostracismo social, sus años escolares, su radicalización y sus últimos días. Maguire muestra al personaje tradicionalmente villano desde una perspectiva más empática, utilizando su viaje para explorar el problema del mal y el debate entre naturaleza versus crianza, así como temas de terrorismo, propaganda y propósito existencial.
En 2003, se adaptó en el musical de Broadway Wicked, ganador del premio Tony, que a su vez se adaptó en una serie de películas musicales de dos partes, cuya primera película, ganadora del premio de la Academia, se estrenó en noviembre de 2024 y la segunda está prevista para noviembre de 2025.

## Contexto
Maguire comenzó a reflexionar sobre la naturaleza del mal mientras vivía en Londres a principios de los años noventa. Notó que, aunque el problema del mal había sido explorado desde muchas perspectivas diferentes, estas raramente se sintetizaban. Se preguntó si etiquetar a una persona como malvada podría ser suficiente para generar una profecía autocumplida.
Si todo el mundo te insultara, ¿cuánto interiorizarías? ¿Cuánto de eso dirías, está bien, adelante, seré todo lo que me llamas porque de todos modos no tengo la capacidad de cambiar vuestras opiniones, así que para qué molestarme? ¿Bajo qué estándares debería vivir?
También se inspiró en el asesinato de James Bulger de 1993, en el que tanto la víctima como los perpetradores eran niños pequeños.
Todos se preguntaban: ¿cómo podían esos chicos ser tan malvados? ¿Nacieron así o hubo circunstancias que los empujaron a comportarse de esa manera? Esto me llevó de nuevo a la cuestión del mal que atormenta a cualquiera criado en católico.
Hasta ese momento, Maguire, un autor exclusivamente de literatura infantil, tenía dificultades para encontrar una forma eficaz de escribir sobre el mal, ya que, en su opinión, no había personajes verdaderamente malvados en la literatura infantil. En lo que luego describió como «la gran revelación de mi vida», Maguire se dio cuenta de que, de hecho, había villanos en los libros infantiles; sin embargo, estos solían estar escritos como personajes unidimensionales para provocar una reacción emocional rápida en los jóvenes lectores. Al preguntarse sobre quién escribir, imaginó a la Bruja Mala del Oeste, interpretada por Margaret Hamilton en la película de MGM, pronunciando su icónica frase: «¡Te atraparé, mi pequeña, y también a tu perrito!» Maguire tenía una fascinación de toda la vida por El mago de Oz, tanto por la novela original de Baum como por la película, que veía cada año durante su transmisión anual. Decidió contar la historia de vida de la Bruja Mala del Oeste utilizando la misma escala amplia y mensajes morales que se encuentran en las novelas de Charles Dickens.

## Argumento
En la Tierra de Oz, la esposa de un ministro, Melena Thropp, da a luz a una hija, Elphaba. Elphaba tiene la piel verde, dientes afilados, un comportamiento salvaje y miedo al agua. La historia detalla la difícil infancia de Elphaba antes de avanzar rápidamente para mostrarla en la Universidad de Shiz con su compañera de cuarto, la trepadora social Galinda, quien está destinada a convertirse en Glinda.
Mientras están en Shiz, las dos chicas descubren que Oz está lleno de tensiones políticas. La directora y mediadora de poder oziana, Madame Morrible, sugiere que Elphaba y Glinda trabajen para ella desde las sombras para ayudar a estabilizar la situación política en Oz. Prefiriendo una acción más directa, Elphaba y Glinda viajan a la Ciudad Esmeralda, donde conocen al Mago y le presentan su caso. Cuando el Mago desestima sus preocupaciones, Elphaba toma el asunto en sus propias manos. Se esconde y se une a un grupo terrorista clandestino que opera desde la Ciudad Esmeralda.
Cinco años después, Elphaba se reencuentra con su antiguo compañero de escuela, el príncipe Fiyero, ahora casado y con tres hijos, y ambos comienzan una relación ilícita. Mientras Elphaba intenta asesinar a Madame Morrible, Fiyero es atrapado en el escondite de Elphaba y asesinado por la policía secreta del Mago. Culpándose a sí misma por la muerte de Fiyero, Elphaba se refugia en un convento. Siete años después, visita a la familia de Fiyero en su castillo, Kiamo Ko, con la esperanza de obtener su perdón. Lleva consigo a un chico llamado Liir, que se insinúa es su hijo con Fiyero. La familia de Fiyero le permite quedarse como invitada, pero su esposa Sarima se niega a escuchar su disculpa. Mientras está allí, Elphaba encuentra el Grimerio, un libro de hechizos y magia, y comienza a estudiar hechicería, ganándose la reputación de bruja.
El padre de Elphaba le pide ayuda junto a su hermana Nessarose, quien también se ha convertido en bruja y ha tomado la posición hereditaria de Elphaba como gobernante de la tierra de los Munchkin. Cansada de ser utilizada como peón en las agendas de otros y sin interés en gobernar, Elphaba renuncia a su derecho. Nessarose promete darle a Elphaba sus zapatos plateados encantados después de su muerte. Cuando Elphaba regresa a Kiamo Ko, descubre que las tropas del Mago han tomado a la familia de Fiyero como prisioneros.
Siete años después, una tormenta se desata en la tierra de los Munchkin, dejando caer una casa sobre Nessarose y matándola. Los ocupantes de la casa son una niña pequeña llamada Dorothy Gale y su perrito, Toto. Elphaba y Glinda se reencuentran por primera vez en años poco después de la muerte de Nessarose. Al enterarse de que Glinda envió a Dorothy con los zapatos de Nessarose, por temor a que su poder desatara una guerra civil en la tierra de los Munchkin, Elphaba se enfurece, ya que los zapatos le pertenecían por derecho. Teme que los zapatos caigan en manos del Mago, quien podría usarlos para avanzar aún más en su poder y agenda política.
Elphaba se reúne con el Mago para suplicar la liberación de la familia de Fiyero a cambio del Grimerio. El Mago explica que los ha matado a todos excepto a la hija de Fiyero, Nor, a quien mantiene como esclava. También explica que él proviene de un mundo diferente, el mismo mundo del que proviene el libro, y que no está sujeto a las leyes de Oz. Elphaba entonces busca a la anciana Madame Morrible para cometer el asesinato en el que falló años antes, solo para descubrir que había fallecido momentos antes de que Elphaba llegara. Tras golpear el cadáver de la anciana, Elphaba descubre a través del Reloj del Dragón del Tiempo que el Mago es su padre biológico, lo que la convierte en una criatura de dos mundos diferentes y, por lo tanto, destinada a nunca encajar en ningún lado. Elphaba regresa a Kiamo Ko y Liir le informa de que se ha enterado por unos soldados estacionados en las cercanías de que el Mago ha enviado a Dorothy y a sus compañeros a una misión para matar a Elphaba.
Cuando Dorothy y sus amigos llegan a Kiamo Ko, ésta le dice a Elphaba que, aunque el Mago la envió con órdenes de «matar a la Bruja Mala del Oeste», Dorothy vino a disculparse por haber matado a Nessarose. Furiosa porque Dorothy le pide el perdón que a ella misma le ha sido negado, Elphaba agita su escoba en llamas en el aire y, sin querer, prende fuego a su falda. Dorothy le arroja un cubo de agua para salvarla, sin saber que Elphaba es alérgica al agua. El agua la derrite.
Dorothy regresa con el Mago llevando una botella verde, que él reconoce como la poción que usó para drogar a Melena años antes. El Mago abandona apresuradamente la Ciudad Esmeralda hacia su propio mundo apenas unas horas antes de que un golpe de Estado lo hubiera derrocado y matado. El libro termina con un caos político reinando sobre Oz.

## Personajes principales
- Elphaba Thropp: La protagonista del libro, Elphaba es una chica de piel verde que más tarde se convierte en la conocida Bruja Mala del Oeste. Más adelante en el libro, se revela que es hija del Mago. La Bruja Mala del Oeste no tiene un nombre en las novelas de Baum; Maguire derivó el nombre Elphaba de las iniciales de Baum en inglés, LFB.[3]

- Galinda Arduenna Upland (más tarde Glinda): La compañera de cuarto de Elphaba en la Universidad de Shiz, quien finalmente se convierte en la Bruja Buena del Norte. Al principio odia a Elphaba, pero luego se convierten en amigas cercanas.

- Nessarose Thropp: La hermana menor de Elphaba, quien finalmente se convierte en la conocida «Bruja Mala del Este». Nessarose nació sin brazos. Es extremadamente hermosa y más querida que Elphaba, lo que hace que Elphaba la resienta.

- Fiyero Tigelaar: El príncipe de la tribu Arjiki, en el Vinkus. Conoce a Elphaba en Shiz y más tarde tiene una aventura con ella mientras ella está involucrada en el movimiento de resistencia contra el Mago de Oz.

- El Maravilloso Mago de Oz: El principal antagonista del libro. El Mago es un humano que llegó a Oz desde la Tierra en un globo aerostático. Originalmente buscaba el Grimerio, pero se dio cuenta de que podía orquestar un golpe de Estado y tomar el poder para sí mismo.

- Madame Morrible: Directora del Crage Hall de la Universidad de Shiz, donde asisten Elphaba y Galinda, y una mediadora de poder en la política oziana.

- Dr. Dillamond: El mentor y profesor favorito de Elphaba en Shiz. Es una cabra que más tarde es asesinada como parte de la campaña del Mago contra los animales conscientes.

- Melena Thropp: La madre de Elphaba, Nessarose y su hermano Shell.

- Frexspar: El esposo de Melena, un ministro itinerante y padre de Elphaba, Nessarose y Shell.

- Shell: El hermano menor de Elphaba y Nessarose.

## Temas

### Naturaleza del mal
Según el autor, Wicked trata principalmente sobre identificarse con alguien que es marginado. The Gazette llamó a Wicked «una historia aleccionadora (…) sobre lo que sucede cuando nosotros, como sociedad, decidimos etiquetar como malvado a cualquiera que se desvíe de la norma».
Antes de escribir Wicked, Maguire se interesó en examinar la naturaleza del mal desde la perspectiva de alguien considerado malvado. Notó que, aunque Baum había evitado deliberadamente usar personajes tradicionales de cuentos de hadas al escribir la novela original, la Bruja Mala del Oeste era la única excepción, siendo representada como la figura estereotípica de «la bruja en su castillo», con la maldad como su único rasgo definitorio. La novela plantea la pregunta de si el mal es innato o adquirido. Elphaba es una marginada social a pesar de ser de origen noble, lo que la lleva a cuestionar cuánto poder tiene realmente sobre su propia vida.

### Propaganda y terrorismo
Escribiendo para The American Experience, Rebecca Onion llamó a Wicked «una meditación extendida sobre el poder y la política». Maguire ha señalado las similitudes entre las palabras «wicked» y «Hitler», calificándolo de «no accidental» que eligiera este título para su libro. Recordó haber leído un titular de periódico en 1991 que comparaba a Sadam Huseín con Adolf Hitler y haber sentido de primera mano el poder emocional de la propaganda. Maguire «se propuso examinar el lenguaje y la propaganda utilizados para movilizar la fuerza bruta contra individuos o minorías que podrían haberse opuesto a la guerra». En el libro, una de las principales estrategias del Mago implica la subyugación de los animales conscientes y Madame Morrible promueve esta idea utilizando un tipo de poema moralista llamado «quell». Elphaba reconoce de inmediato la propaganda por lo que es.
Tor señaló que el terrorismo, cometido tanto por como contra el estado, juega un papel importante en la segunda mitad del libro. El Mago mantiene una policía secreta al estilo de la SS, la Fuerza Gale, que utiliza la violencia para llevar a cabo su agenda totalitaria. Elphaba, de manera similar, usa el terrorismo para combatirlos, aunque se abstiene de atacar a niños.

### Propósito de vida
Siendo católico de toda la vida, Maguire recordaba a las monjas que enseñaban en las escuelas católicas de su ciudad natal, Albany (Nueva York). Admiraba su sentido de propósito y dedicación a su causa, diciendo que su integridad e inescrutabilidad las convertían en brujas en su mente. Elphaba descubre su propio propósito como estudiante en la Universidad de Shiz, donde el asesinato de su profesor favorito, el Dr. Dillamond, la inspira a unirse a la causa de los derechos de los animales. A medida que avanza la historia, Elphaba profundiza su compromiso con su causa, convirtiéndose en una exiliada política por sus creencias.

## Como literatura revisionista
Wicked es en esencia una novela paralela revisionista de El maravilloso mago de Oz. The Independent la comparó con Ancho mar de los Sargazos y Wild Wood como parte de «un fascinante subgénero de novelas que revisitan historias conocidas tanto en un espíritu de crítica como de homenaje». Mientras que autores anteriores habían aceptado el marco moral existente de las historias de Oz, Wicked mostró afecto por los originales mientras cuestionaba simultáneamente todo lo que representaban. Maguire presenta una visión empática de un personaje villano al detallar su historia de vida y ayudar al lector a entender cómo «una niña inocente, aunque algo verde y mordaz», puede convertirse en «una terrorista que aún es moralista.». También transformó la propia Tierra de Oz, cambiando lo que veía como un mundo insular y provinciano por uno donde diferentes grupos y sus agendas políticas se cruzan y superponen.

## Recepción
Wicked recibió críticas mayoritariamente positivas. Publishers Weekly lo llamó «una meditación fantástica sobre el bien y el mal, Dios y el libre albedrío» que combinaba «humor pícaro y pesimismo vigorizante». Kirkus Reviews lo describió como «una mirada cautivadora, divertida y perspicaz sobre el destino, la responsabilidad personal y las creencias no siempre opuestas de la fe y la magia». Library Journal recomendó el libro a «buenos lectores que disfrutan de la sátira y aman la fantasía imaginativa y astuta». El Los Angeles Times comparó favorablemente Wicked con otras «novelas de fantasía de ideas» como Gormenghast y Dune.
The New York Times fue una notable excepción, criticando las políticas estridentes y el relativismo moral de la novela. La crítica Michiko Kakutani argumentó que Maguire «muestra poco respeto por la historia original de Baum». Wicked, sintió, «convierte un mundo de fantasía maravillosamente espontáneo en un reino alegórico lúgubre, en el que todo y todos están etiquetados con una placa de identificación temática».
En 2024, el libro fue prohibido en Texas por el Distrito Escolar Independiente de Katy bajo el argumento de que la novela «adopta, apoya o promueve la fluidez de género», a pesar de también declarar una política contra el acoso que protege las infracciones a los derechos de los estudiantes.

## Adaptaciones

### Musical
En 2003, la novela fue adaptada como el musical de Broadway Wicked por el compositor y letrista Stephen Schwartz y la libretista Winnie Holzman. El musical fue producido por Universal Pictures y dirigido por Joe Mantello, con puesta en escena musical de Wayne Cilento. La producción de Broadway fue seguida por producciones de larga duración en Chicago, San Francisco y Los Ángeles en Estados Unidos, así como en Londres, Alemania y Japón. Fue nominado a diez Premios Tony, ganando tres, y es el cuarto espectáculo de Broadway con mayor duración en la historia, con más de 7400 representaciones. La producción original de Broadway estuvo protagonizada por Idina Menzel como Elphaba y Kristin Chenoweth como Glinda.

### Programa de televisión no producido
En una entrevista de 2009, Maguire afirmó que había vendido los derechos a ABC para hacer una adaptación televisiva independiente no musical de Wicked que no estaría basada en el guion de Winnie Holzman. El 9 de enero de 2011, Entertainment Weekly informó que ABC se asociaría con Salma Hayek y su compañía de producción para crear una miniserie de televisión de Wicked basada únicamente en la novela de Maguire. La miniserie nunca entró en producción.

### Películas
En septiembre de 2010, Filmshaft reveló que Universal Pictures estaba comenzando a trabajar en una adaptación cinematográfica del musical escénico. En diciembre de 2012, tras el éxito de Les Misérables, Marc Platt, también productor de la versión escénica, anunció que la película seguiría adelante, confirmando más tarde que la película apuntaba a un lanzamiento en 2016. Universal anunció en 2016 que la película se estrenaría en cines el 22 de diciembre de 2021, con Stephen Daldry dirigiendo. Tras la interrupción de la producción durante la pandemia de coronavirus de 2020, Daldry abandonó la producción debido a conflictos de agenda y fue reemplazado por Jon M. Chu. Cynthia Erivo y Ariana Grande fueron elegidas como Elphaba y Galinda, respectivamente, con Jonathan Bailey como Fiyero. Para satisfacer las demandas de la narrativa y asegurar que no se cortaran puntos clave de la trama, personajes ni canciones, la adaptación se dividió en dos partes.
La primera película de la adaptación en dos partes se estrenó el 22 de noviembre de 2024 con éxito crítico y comercial, junto con diez nominaciones a los Premios de la Academia, incluyendo Mejor Película. La segunda parte, Wicked: For Good, se estrenará el 21 de noviembre de 2025. Desde entonces, la adaptación ha comenzado a expandirse en su propia franquicia de medios, con atracciones en parques temáticos basadas en las películas actualmente en desarrollo en Universal Destinations & Experiences, y posibles futuras entregas en desarrollo temprano.

### Novela gráfica
En marzo de 2025, William Morrow Paperbacks publicará el primer volumen de una adaptación a novela gráfica de Wicked, con ilustraciones de Scott Hampton.